# Kolenča vas
Kolenča vas (Duits: Kolenzdorf) is een plaats in Slovenië en maakt deel uit van de gemeente Dobrepolje in de NUTS-3-regio Osrednjeslovenska. De plaats telde 43 inwoners op 1 januari 2020.